# Pan de Vida Casa Hogar
Pan de Vida Casa Hogar är en ort i Mexiko.   Den ligger i kommunen Corregidora och delstaten Querétaro Arteaga, i den centrala delen av landet, 190 km nordväst om huvudstaden Mexico City. Pan de Vida Casa Hogar ligger 1 876 meter över havet och antalet invånare är 106.
Terrängen runt Pan de Vida Casa Hogar är platt åt nordväst, men åt sydost är den kuperad. Runt Pan de Vida Casa Hogar är det tätbefolkat, med 511 invånare per kvadratkilometer. Närmaste större samhälle är Santiago de Querétaro, 12,0 km nordost om Pan de Vida Casa Hogar. Trakten runt Pan de Vida Casa Hogar består till största delen av jordbruksmark.